# Comune distrettuale di Kaišiadorys
Il comune distrettuale di Kaišiadorys è uno dei 60 comuni della Lituania, situato nella regione dell'Aukštaitija.